# Малый Круполь
Малый Круполь (укр. Малий Крупіль) — село, входит в Згуровскую поселковую общину Броварского района Киевской области Украины. До 2020 года входило в состав Згуровского района.
Население по переписи 2001 года составляло 256 человек. Почтовый индекс — 07620. Телефонный код — 4570. Занимает площадь 1,63 км². Код КОАТУУ — 3221981003.

## История
Официально датой основания села считается 1800 год, но в реальности село было основано ранее.
Малый Круполь был приписан к церкви Архистратига Михаила в Великом Круполе
Около 1800 года несколько жителей села Крукполь построили свои хаты на левом берегу р. Недры. Таким образом и образовался Малый Крукполь. К середине XIX века вторая буква «к» в названии села исчезла. Таким образом получилось современное название.
Есть на карте 1826-1840 годов.
Малый Круполь упоминается в статье «Круполь Велыкий» энциклопедии Брокгауза и Эфрона, как деревня, с которой местечко Великий Круполь составляет одно поселение. После революции село вошло в состав колхоза. Много жизней селян унесли две Мировые войны, Гражданская война и Голодомор.
Несколько десятилетий в советский период существовала Малокрупольскиц сельский совет. Затем она была перенесена в Великий Круполь и переименована. В 1986 году Малый Круполь вошел в состав новосозданного Згуровского района.
На данный момент село управляется Великокрупольским сельским советом. Отделение почты также находится в Великом Круполе. В селе действует 1 магазин. Культовые сооружения отсутствуют.

## Известные уроженцы
- Куцый, Пётр Антонович — Герой Советского Союза, лишён звания.
- Невский, Николай Леонтьевич — один из трёх человек, трижды награжденных орденом Александра Невского.

## Транспорт
До села можно добраться на автобусах Киев — Згуровка, Киев — Середовка, Киев — Жовтневое, Киев — Горбачовка, Киев — Урсаловка и Киев — Гречаная Гребля.

## Местный совет
07620, Киевская обл., Згуровский р-н, с. Великий Круполь, ул. Ленина, 10, тел. 5-69-96.